# Grupp C vid herrarnas turnering i fotboll vid olympiska sommarspelen 2016
Grupp C vid herrarnas turnering i fotboll vid olympiska sommarspelen 2016 spelades mellan den 4 och 10 augusti 2016 i sex matcher där alla mötte varandra en gång. De två främsta i gruppen avancerade till utslagsspelet.

## Tabell
| Nr | Lag      | S | V | O | F | GM | IM | MS  | P |
| -- | -------- | - | - | - | - | -- | -- | --- | - |
| 1  | Sydkorea | 3 | 2 | 1 | 0 | 12 | 3  | +9  | 7 |
| 2  | Tyskland | 3 | 1 | 2 | 0 | 15 | 5  | +10 | 5 |
| 3  | Mexiko   | 3 | 1 | 1 | 1 | 7  | 4  | +3  | 4 |
| 4  | Fiji     | 3 | 0 | 0 | 3 | 1  | 23 | −22 | 0 |

## Matcher

### Mexiko mot Tyskland
| 7 | 4 augusti 2016 17:00 UTC−3 | Arena Fonte Nova000 Salvador000 |

| Mexiko | Mexiko                                | 2 – 2           | Tyskland                             | Tyskland |
| Mexiko | Oribe Peralta 52′ Rodolfo Pizarro 60′ | (0 – 0) Rapport | 58′ Serge Gnabry 78′ Matthias Ginter | Tyskland |
|        |                                       |                 |                                      |          |

|  |  |  |

| Domare: Alireza Faghani (Iran) | Publik: 16 500 |  |

### Fiji mot Sydkorea
| 4 | 4 augusti 2016 20:00 UTC−3 | Arena Fonte Nova000 Salvador000 |

| Fiji | Fiji | 0 – 8           | Sydkorea                                                                                              | Sydkorea |
| Fiji |      | (0 – 1) Rapport | 32′, 63′, 90+3′ Ryu Seung-woo 62′, 63′ Kwon Chang-hoon 72′ (str.) Son Heung-min 77′, 90′ Suk Hyun-jun | Sydkorea |
|      |      |                 | |          |

|  |  |  |

| Domare: Malang Diedhiou (Senegal) | Publik: 16 000 |  |

### Fiji mot Mexiko
| 12 | 7 augusti 2016 13:00 UTC−3 | Arena Fonte Nova000 Salvador000 |

| Fiji | Fiji            | 1 – 5           | Mexiko                                                | Mexiko |
| Fiji | Roy Krishna 10′ | (1 – 0) Rapport | 48′, 55′, 57′, 73′ Erick Gutiérrez 67′ Carlos Salcedo | Mexiko |
|      |                 |                 |                                                       |        |

|  |  |  |

| Domare: Gehad Grisha (Egypten) | Publik: 11 200 |  |

### Tyskland mot Sydkorea
| 15 | 7 augusti 2016 16:00 UTC−3 | Arena Fonte Nova000 Salvador000 |

| Tyskland | Tyskland                                | 3 – 3           | Sydkorea                                              | Sydkorea |
| Tyskland | Serge Gnabry 33′, 90+2′ Davie Selke 55′ | (1 – 1) Rapport | 25′ Hwang Hee-chan 57′ Son Heung-min 87′ Suk Hyun-jun | Sydkorea |
|          |                                         |                 |                                                       |          |

|  |  |  |

| Domare: Néstor Pitana (Argentina) | Publik: 17 121 |  |

### Tyskland mot Fiji
| 19 | 10 augusti 2016 16:00 UTC−3 | Mineirão000 Belo Horizonte000 |

| Tyskland | Tyskland                                                                                  | 10 – 00         | Fiji | Fiji |
| Tyskland | Serge Gnabry 8′, 45′ Nils Petersen 14′, 33′, 40′, 63′ (str.), 70′ Max Meyer 30′, 49′, 52′ | (6 – 0) Rapport |      | Fiji |
|          |                                                                                           |                 |      |      |

|  |  |  |

| Domare: Fahad Al-Mirdasi (Saudiarabien) | Publik: 16 521 |  |

### Sydkorea mot Mexiko
| 20 | 10 augusti 2016 16:00 UTC−3 | Estádio Nacional de Brasília000 Brasília000 |

| Sydkorea | Sydkorea            | 1 – 0           | Mexiko | Mexiko |
| Sydkorea | Kwon Chang-hoon 73′ | (0 – 0) Rapport |        | Mexiko |
|          |                     |                 |        |        |

|  |  |  |

| Domare: Clément Turpin (Frankrike) | Publik: 19 332 |  |